# War & Peace (Volume 2 The Peace Disc)
War & Peace (Volume 2 The Peace Disc) is een Ice Cube album uit 2000. Het is de opvolger van War & Peace (Volume 1 The War Disc). Peace, zoals het album kort heet, is Cube's eerste album ooit dat niet platina ging maar goud. Het had veel concurrentie van Dr. Dre's The Chronic 2001, en het werd bovendien niet echt gepromoot. Het eerste nummer, Hello, is een reünie met Ice Cube’s vroegere N.W.A makkers, Dr. Dre en MC Ren. Het zou nog zes jaar duren voordat Ice Cube met zijn volgende album Laugh Now, Cry Later in 2006 kwam.

## Tracklist
| Nummer | Titel                            | Artiest                                      | Duur |
| ------ | -------------------------------- | -------------------------------------------- | ---- |
| 1      | Hello                            | Dr. Dre & Ice Cube & MC Ren                  | 3:52 |
| 2      | Pimp Homeo (Insert)              | Ice Cube                                     | 0:35 |
| 3      | You Ain’t Gotta Lie (Ta Kick It) | Chris Rock & Ice Cube                        | 4:06 |
| 4      | The Gutter Shit                  | Gangsta & Ice Cube & Jayo Felony & Squeak Ru | 4:29 |
| 5      | Supreme Hustle                   | Ice Cube                                     | 4:22 |
| 6      | Mental Warfare (Insert)          | Ice Cube                                     | 1:01 |
| 7      | 24 Mo Hours                      | Ice Cube                                     | 3:27 |
| 8      | Until We Rich                    | Ice Cube & Krayzie Bone                      | 4:14 |
| 9      | You Can Do It                    | Ice Cube & Mack 10 & Ms. Toi                 | 4:19 |
| 10     | Mackin’ & Driving (Insert)       | Ice Cube                                     | 0:27 |
| 11     | Gotta Be Insanity                | Ice Cube                                     | 4:00 |
| 12     | Roll All Day                     | IceCube                                      | 3:16 |
| 13     | Can You Bounce?                  | Ice Cube                                     | 3:53 |
| 14     | Dinner With the CEO (Insert)     | Ice Cube                                     | 0:49 |
| 15     | Record Company Pimpin’           | Ice Cube                                     | 4:46 |
| 16     | Waitin’ Ta Hate                  | Ice Cube                                     | 3:38 |
| 17     | Nigga of the Century             | Ice Cube                                     | 4:15 |
| 18     | You Can Do It (Instrumental)     | Ice Cube                                     | 4:21 |